# Richelieus Stellung in der Geschichte der französischen Litteratur

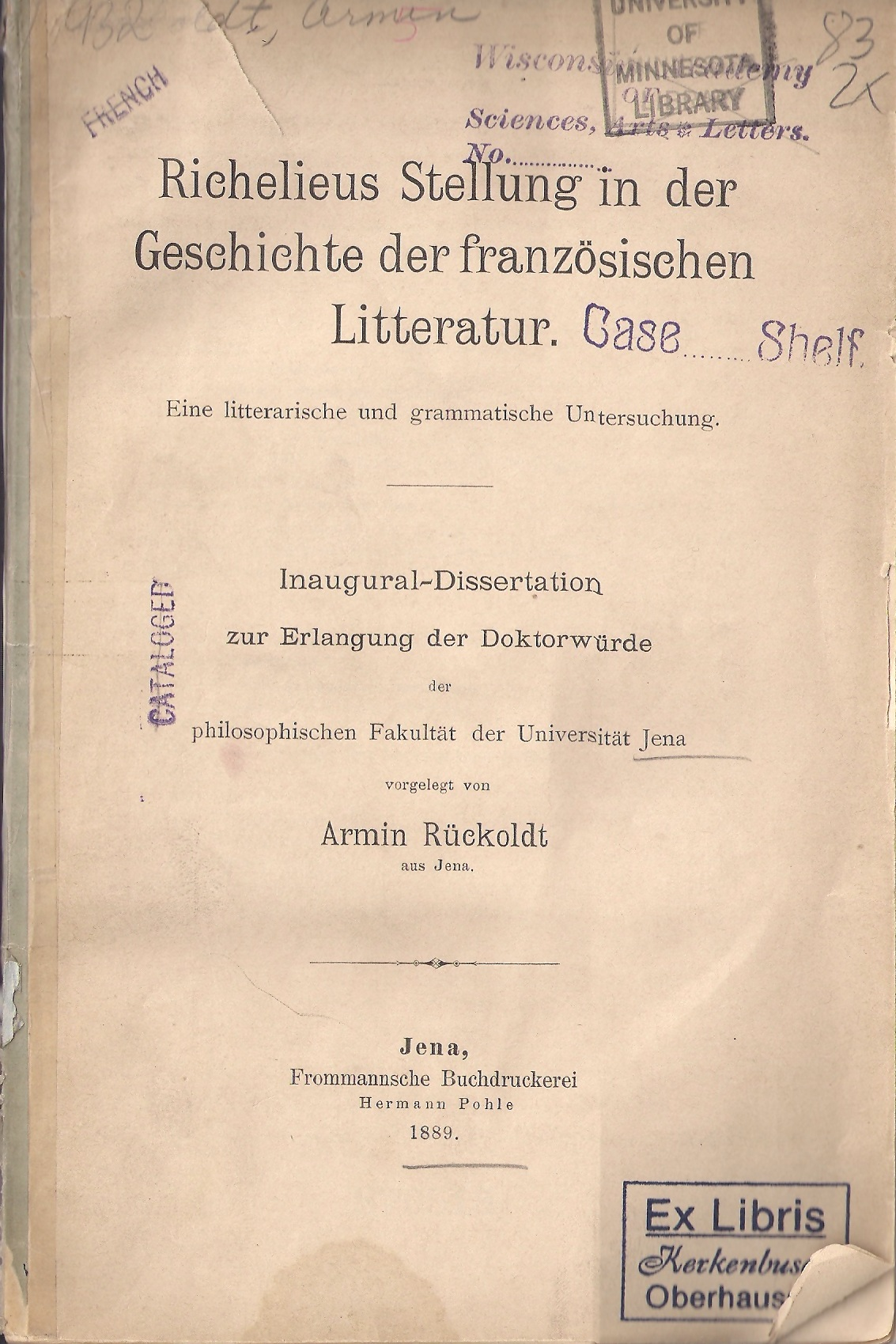
Uno de los pocos ejemplares originales de 1889 que aún se conservan.

Richelieus Stellung in der Geschichte der französischen Litteratur: eine litterarische und grammatische Untersuchung (El papel de Richelieu en la historia de la literatura francesa: un análisis literario y gramatical) es un libro escrito en 1889 por Armin Rückoldt, académico alemán, y publicado el mismo año en Jena. Originalmente, el escrito fue presentado por Armin Rückoldt como una disertación para la facultad de filosofía de la Universidad Friedrich-Schiller de Jena, con la que obtuvo su doctorado en la misma.
El libro analiza los escritos del cardenal Richelieu como una forma de comprender la evolución de la gramática francesa entre los siglos XVI y XVII. A pesar de que el libro se centra en el lenguaje, también provee una biografía de Richelieu, una rápida contextualización del clima político y social de Francia durante los años estudiados y un breve resumen de todos los textos analizados.

## Contenido
Introducción

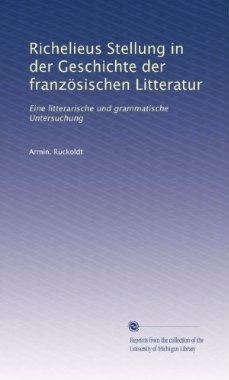
Edición moderna del libro.

La introducción se divide en dos capítulos: “Características de los siglos XVI y XVII desde el punto de vista literario” y “Apuntes sobre la vida de Richelieu”. El primer capítulo describe grosso modo los cambios en el ámbito literario entre los siglos XVI y XVII en Francia, destacando las características de las escuelas de Clément Marot, Ronsard, Malherbes, Corneille, Balzac y Voiture. El segundo capítulo provee un resumen biográfico de Richelieu desde sus primeros años hasta su entrada en los círculos cortesanos, su trabajo como escritor y su trayectoria política. 
Escritos de Richelieu, analizados literariamente
En este capítulo, Rückoldt describe las circunstancias bajo las cuales Richelieu escribió las siguientes obras, además de otorgar una síntesis de ellas: Ordonnances sinodales, Harangue de 1615, Les quatre points principaux de la foy de l’Englise, Instruction du Chrestien, Harangue a la Reine de 1620, Una carta al obispo Du Bellay, Las cartas de Richelieu publicadas por Avendel, Perfection du Chrestien, Memorias, Diario, Un manuscrito sobre las guerras italianas, Testament politique.
Escritos de Richelieu, analizados gramaticalmente
Esta sección se centra en el estudio de los textos antes mencionados desde una perspectiva gramatical. Rückoldt analiza los textos de Richelieu y compara su gramática con la de otros escritores franceses de su periodo (a veces, un tanto posteriores o anteriores) y con las conclusiones de que A. Haase concluyó en su trabajo “La sintaxis del idioma francés en el siglo XVII”. De esta forma, Rückoldt logra aislar particularidades de la forma de escribir de Richelieu y las contrasta con la forma de escribir predominante de su época para describir los cambios gramaticales y sintácticos del francés entre los siglos XVI y XVII. 
Esta parte del libro se divide en dos capítulos: “Con respecto a la sintaxis” (el cual a su vez contiene los siguientes subcapítulos: El pronombre, el numeral y el artículo indefinido, el verbo, el adverbio, las preposiciones, las conjunciones, partes de la oración y frases coordinadas, el orden de las palabras) y “Con respecto a la construcción de las frases”. 
Conclusión
Rückoldt concluye que el idioma utilizado por Richelieu es muy avanzado en comparación al de sus contemporáneos y que presenta menos diferencias respecto del francés moderno que la mayoría de los escritores de su época. Dice que “supera a Pascal, Descartes, Corneille, Racine, etc. en lo correcto de su idioma y los iguala en la exactitud de su expresión”. Destaca el idioma empleado por Richelieu como propio de las cortes y, por tanto, libre de provincialismos o expresiones vulgares. Más aún, lo considera el “antecedente de la prosa de la literatura clásica francesa”.
Finalmente, Rückoldt destaca que, debido a la popularidad de los escritos de Richelieu, éste debe haber contribuido indirectamente a la rápida asimilación de los cambios gramaticales y sintácticos del idioma en la época de transición entre el siglo XVI y XVII y dice, que, por lo mismo, los escritos de Richelieu tienen un valor digno de estudio hasta el día de hoy, no sólo desde el punto de vista filosófico y teológico, sino también filológico.

## Edición
- Rückoldt, Armin: Richelieus Stellung in der Geschichte der französischen Litteratur. Jena, Frommannsche Buchdruckerei, Hermann Pohle, 1889. 66 Pgs.